# Pico do Cristal
O pico do Cristal é o sexto mais alto pico brasileiro, com 2.769,05 metros de altitude, segundo a medição feita pelo IBGE e pelo Instituto Militar de Engenharia, através do Projeto Pontos Culminantes do Brasil, e revista pelo IBGE através de novo mapeamento do geoide do território brasileiro em 2016.

## Localização
Localiza-se na serra do Caparaó, dentro do Parque Nacional do Caparaó, no município de Alto Caparaó, Estado de Minas Gerais, a 20º 26' 37" de latitude sul e 41º 48' 42" de longitude oeste. Uma medição no Google Earth mostra a fronteira capixaba apenas 930 metros a leste do pico do Cristal, e o pico da Bandeira, terceira montanha mais alta do Brasil e a mais alta da Região Sudeste a 1.940 metros a nordeste. Os dois picos são visíveis entre si.
O pico do Cristal é a montanha mais alta localizada inteiramente dentro do território de Minas Gerais, já que os demais picos mais altos do Estado estão na fronteira com o Espírito Santo (Pico da Bandeira), São Paulo (Pedra da Mina) ou Rio de Janeiro (pico das Agulhas Negras).

## Medição de altitude
Até pouco tempo atrás, o pico do Cristal era considerado a quarta montanha mais alta do Brasil, com 2.798 metros. Posteriormente outra medição apontou o cume do pico a 2.780 metros. Mais recentemente, no âmbito do Projeto Pontos Culminantes do Brasil, onde foi utilizada uma tecnologia mais precisa, o IBGE confirmou o cume do pico a 2.769,76 metros, o que coloca o Pico do Cristal como a sexta montanha mais alta do país. Em 2016 o IBGE reviu as altitudes dos pontos mais altos do Brasil, a partir do mapeamento do geóide do território brasileiro, e confirmou a altitude do Pico do Cristal como sendo de 2.769,05 metros.

## Topônimo

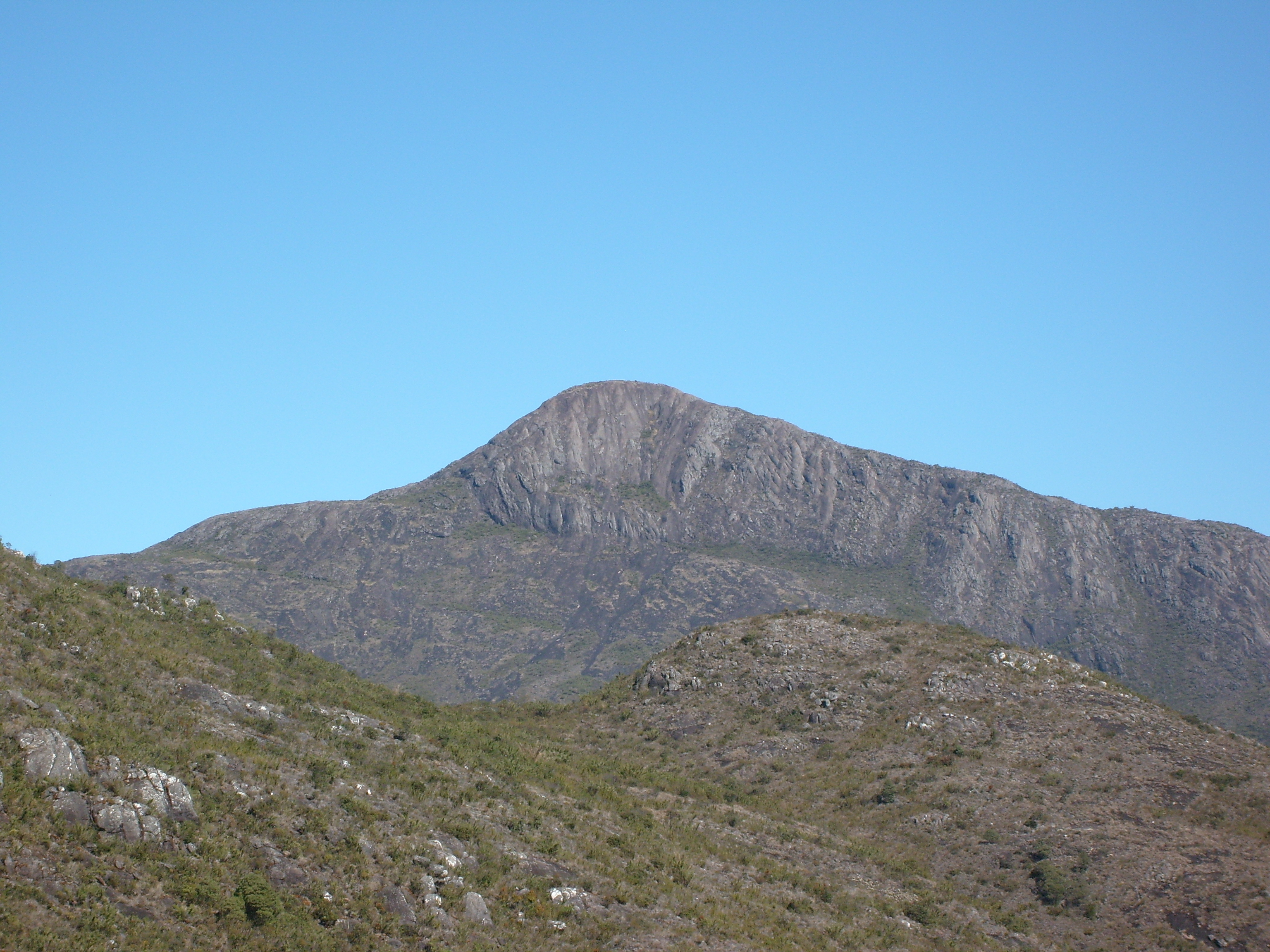
Pico do Cristal, visto do acampamento Terreirão

O pico do Cristal é um ponto maciço que possui essa denominação devido à suas abundantes formações rochosas de quartzo, no qual apresenta paisagens de extrema beleza, sendo considerado por alguns o local mais impressionante que o próprio pico da Bandeira, onde a vegetação é formada basicamente por bromélias e lírios sobre afloramentos rochosos, sendo o local parte da zona de maiores altitudes do parque.

## Acessos
Para quem parte do acampamento Tronqueira, em Minas Gerais, sobe-se a trilha em direção ao Pico da Bandeira, onde, próximo deste, segue-se ao sul para o pico do Calçado e depois para o oeste.
Já para quem está vindo pelo lado da Casa Queimada pode chegar ao pico do Cristal subindo a trilha para o pico da Bandeira e seguir a leste antes de subir o pico do Calçado. Do seu cume é possível avistar o imponente pico da Bandeira, com seu característico abismo do lado do Espírito Santo e encostas mais suaves no lado de Minas Gerais.